# Кирк, Саймон
Саймон Кирк (англ. Simon Kirke; 28 июля 1949, Ламбет, Большой Лондон, Великобритания) — британский музыкант, участник групп Free и Bad Company.

## Биография
Саймон Кирк родился 28 июля 1949 года в Лондоне и проявил интерес к музыке в молодом возрасте, пел в школьном хоре. Став подростком, он познакомился с творчеством The Beatles и начала играть на барабанах и петь в местной группе под названием Maniacs. Немного позже Кирк начал сотрудничать с группой Black Cat Bones, одним из участников которой был гитарист Пол Коссофф, который вскоре убедил Кирка создать вместе с ним новый коллектив. Кроме Кирка и Коссоффа, в новый коллектив вошли певец Пол Роджерс и Энди Фрэйзер, бывший бас-гитарист John Mayall & the Bluesbreakers. Новая группа, названная Free, была сформирована в 1968 году и через два года добилась успеха с диском Fire and Water и синглом "All Right Now". 
Несмотря на успех, группа Free распались в 1973 году (основной причиной этого стала наркотическая зависимость Пола Коссоффа). После этого Кирк вместе с Полом Роджерсом присоединились к новой группе Bad Company, которая была стилистически похожа на Free. Вместе с бывшим участником King Crimson Бозом Барреллом и бывшим гитаристом Mott the Hoople Миком Ральфсом, Bad Company стала одной из первых групп, подписавших контракт с лейблом Swan Song, созданный группой Led Zeppelin. Дебютный альбом Bad Company, выведший летом 1974 года, стал классической работой в стиле хард-рока.
Во время работы в группе Bad Company, а также после её распада на протяжении многих лет Кирк участвовал в записях других музыкантов, включая Джима Капальди, Мика Джонса, Мика Ральфса, Ринго Старра, Джона Уэттона и Ронни Вуда. В 2003 году Кирке начал свой первый сольный тур, а в 2005 году выпустил свой дебютный сольный альбом Seven Rays of Hope.

## Дискография

### Free
- Tons of Sobs (1969)
- Free (1969)
- Fire and Water (1970)
- Highway (1970)
- Free Live! (1971) (live)
- Free at Last (1972)
- Heartbreaker (1973)

### Kossoff Kirke Tetsu Rabbit
- Kossoff Kirke Tetsu Rabbit (1971)

### Bad Company
- Bad Company (1974)
- Straight Shooter (1975)
- Run With the Pack (1976)
- Burnin' Sky (1977)
- Desolation Angels (1979)
- Rough Diamonds (1982)
- 10 from 6 (1985) (compilation)
- Fame and Fortune (1986)
- Dangerous Age (1988)
- Holy Water (1990)
- Here Comes Trouble (1992)
- What You Hear Is What You Get: The Best of Bad Company (1993) (live)
- Company of Strangers (1995)
- Stories Told & Untold (1996)
- The 'Original' Bad Co. Anthology (1999) (compilation CD)
- In Concert: Merchants of Cool (2002)
- Live in Albuquerque 1976 (2006)
- Hard Rock Live (2010)
- Live at Wembley (2011)
- Live in Concert 1977 & 1979 (2016)

### Wildlife
- Wildlife (1983)

### Lonerider
- ’’Attitude’’ (2019)

### Сольные работы
- Seven Rays of Hope (2005)
- Filling the Void (2011)
- All Because of You (2017)